# Strunkovice nad Volyňkou
Strunkovice nad Volyňkou (v místním nářečí Strunkouce) jsou obec v okrese Strakonice v Jihočeském kraji. Leží zhruba pět kilometrů severně od Volyně a šest kilometrů jižně od Strakonic. Žije zde 131 obyvatel.

## Historie
První písemná zmínka o obci pochází z roku 1227.

## Přírodní poměry
Obec leží nad pravým břehem řeky Volyňky v Šumavském podhůří (podcelek Bavorovská vrchovina, rozhraní okrsků Volyňská vrchovina a Miloňovická pahorkatina). Na jihovýchod od Strunkovic se zvedá vrch Kalný (634 m), na straně severozápadní za řekou vyniká vrch Hradiště (604 m).

## Obyvatelstvo
| Rok            | 1869 | 1880 | 1890 | 1900 | 1910 | 1921 | 1930 | 1950 | 1961 | 1970 | 1980 | 1991 | 2001 | 2011 | 2021 |
| -------------- | ---- | ---- | ---- | ---- | ---- | ---- | ---- | ---- | ---- | ---- | ---- | ---- | ---- | ---- | ---- |
| Počet obyvatel | 203  | 235  | 252  | 270  | 293  | 293  | 304  | 220  | 220  | 186  | 150  | 128  | 112  | 106  | 138  |
| Počet domů     | 36   | 38   | 35   | 41   | 40   | 41   | 54   | 64   | 58   | 54   | 50   | 61   | 63   | 68   | 74   |

## Obecní správa
Mezi lety 1869–1973 Strunkovice nad Volyňkou byly obcí v okrese Strakonice. Od 1. ledna 1974 do 23. listopadu 1990 patřily jako část obce k Radošovicím a od 24. listopadu 1990 jsou opět samostatnou obcí. V letech 1964–1973 k obci patřily Přední Zborovice.

### Obecní symboly
Znak a vlajka byly obci uděleny rozhodnutím předsedy Poslanecké sněmovny Parlamentu České republiky dne 21. září 2005.

## Doprava
Západním okrajem vesnice souběžně probíhají silnice I/4, (v tomto úseku spojující Strakonice a Volyni) a železniční trať 198 (Strakonice – Vimperk – Volary); nachází se zde železniční stanice Strunkovice nad Volyňkou.

## Pamětihodnosti
- Kaple svatého Jana Nepomuckého[8]
- Stavení ve stylu selského baroka, např. čp. 17 a 18